# Lista cântecelor de Phoenix
Aceasta este o listă cu toate piesele formației Phoenix, care au fost editate pe suporturi audio oficiale (discuri de vinil, compact discuri și casete audio). Această listă cuprinde peste 120 de titluri. Potrivit declarațiilor liderului Nicolae Covaci, formația Phoenix a compus de-a lungul carierei circa 300 de piese.
Pentru piesele care nu au fost editate niciodată pe vreun suport audio oficial, vezi: Lista pieselor needitate ale formației Phoenix.

## A

### Afganistan
Compusă de Nicolae Covaci în anii '80, apărută în Germania în 1988, pe discul single Tuareg/Mr. G's Promises, sub numele de „Tuareg”, și în același an pe discul maxi-single Tuareg, alături de o variantă „Tuareg (Extended Version)”. Înregistrările au fost făcute în Germania, în componența: Nicu Covaci – chitară solo, Josef Kappl – chitară bas, keyboards, programming & samples. Această versiune a fost reluată (cu numele inițial) pe albumul de restituiri The 80s (2019). A fost reînregistrată, sub numele original, în 2000, pentru albumul În umbra marelui urs (reeditat cu numele corect, În umbra marelui U.R.S.S., în 2003), în componența: Nicu Covaci – chitară solo, voce, Volker Vaessen (sau V. Hildermann ?) – chitară bas, C. Brylankowski – claviaturi, și probabil Erlend Krauser, S. Dankelmann sau Frank Tienemann – chitară electrică.

### Andrii Popa
Compusă prin 1973 de Mircea Baniciu, pe un text de Vasile Alecsandri (1843). A apărut în 1974 pe albumul Mugur de fluier (reeditat în 1999 pe CD). Înregistrare în formula: Nicu Covaci – double-six, voce, Mircea Baniciu – solist vocal, chitară acustică, Josef Kappl – chitară bas, voce, Costin Petrescu – baterie, Valeriu Sepi – percuție. A beneficiat și de un videoclip, filmat în anii '70 de TVR, în Studiourile cinematografice Buftea, unde mai apar, în plus, Günther Reininger și sunetistul Corneliu Calboreanu (Schwartz). A mai fost înregistrată și în 1990, vara, în formula: Nicu Covaci – double-six, voce, Mircea Baniciu – solist vocal, chitară acustică, Josef Kappl – chitară bas, Ovidiu Lipan – baterie, în această versiune apărând pe discul Aniversare 35 în 1997. De asemenea, există și o variantă „hard” a piesei, înregistrată live în 21 octombrie 2005, care poate fi ascultată și vizionată pe video CD-ul Phoenix Tour 2006 – Baba Novak și pe DVD-ul Live at Sala Palatului.

### Anotimpul 5
Compusă în jurul anului 1990 de Nicolae Covaci. A apărut în 1992 pe albumul SymPhoenix/Timișoara, fiind înregistrată în formula: Nicu Covaci – double-six, Volker Vaessen – chitară bas și Ovidiu Lipan – percuție, împreună cu Orchestra Filarmonicii Radio din București. Titlul dat piesei se datorează în parte faptului că piesa este scrisă în măsura mai puțin obișnuită de 5/4. (Un exemplu anterior de a se nota în titlu structura metrică, tot în cinci timpi, este binecunoscutul „Take Five”, piesă de jazz compusă de Dave Brubeck și interpretată cu cvartetul său.)

### Anule, hanule
Compusă în 1974 de Nicolae Covaci, pe versurile poeților Șerban Foarță și Andrei Ujică, și apărută pe albumul Mugur de fluier (1974, reeditat în 1999 pe CD). Înregistrările au avut loc în formula: Nicu Covaci – solist vocal, double-six, Mircea Baniciu – solist vocal, chitară acompaniament, Josef Kappl – solist vocal, chitară bas, clopote, Costin Petrescu – percuție, Valeriu Sepi – percuție, Günther Reininger – percuție, clopote. O nouă versiune a fost înregistrată în 1992 pentru albumul SymPhoenix/Timișoara, în formula: Nicu Covaci – chitară solo, double-six, Mircea Baniciu – solist vocal, Volker Vaessen – chitară bas, Ovidiu Lipan – baterie, Ulli Brand – chitară acustică, Orchestra Filarmonicii Radio din București, corul „Song” (dirijor Ioan Luchian Mihalea) și „Grupul de popi”.

### A oilor
Prelucrare folclorică din 1971 a lui Nicolae Covaci, apărută în 1972 în debutul albumului Cei ce ne-au dat nume (reeditat în 1999 pe CD). A fost interpretată la chitară solo de Nicu Covaci. Apărută și pe discul compilație Evergreens din 1995. Varianta cântată din bucium, ce a inspirat această înregistrare, a fost introdusă la începutul spectacolelor Cantafabule remix din 1998.

### Apocalipsă
Compusă de Nicolae Covaci și având versuri scrise de Dinu Olărașu, a apărut pe albumul Baba Novak (2005). Numele inițial era „City of Angels”, în anii '80, când făcea parte din proiectul de operă rock Empire of Vampires. Varianta în engleză a fost înregistrată în 1999, în formula: Nicu Covaci – chitară solo, Malcolm J. Lewis – solist vocal, iar în limba română, în 2005, în formula: Nicu Covaci – chitară solo, voce, Josef Kappl – chitară bas, voce, Mircea Baniciu – chitară acompaniament, solist vocal, Ovidiu Lipan – percuție, Cristi Gram – chitară electrică, Ionuț Contraș – percuție, voce.

### Ar vrea un eschimos
Compusă prin 1968 de Nicolae Covaci și Florin (Moni) Bordeianu, pe versuri de Victor Cârcu. Apărută pe discul Totuși sînt ca voi din 1969. Înregistrarea a avut loc în formula: Nicu Covaci – chitară solo, voce, Florin Bordeianu – solist vocal, Dorel Vintilă Zaharia – baterie, Béla Kamocsa – chitară bas, Günther Reininger – pian. Cu această formulă există și un videoclip filmat de TVR în anii '60. Apărută și pe discurile Remember Phoenix (1991) și Vremuri, anii 60... (1998).

### Asgard
Compusă în anii '70–'80 de Nicolae Covaci, având un text scris în limba engleză de Paul Jellis. Apărută pe maxi-single-ul omonim din 2014, fiind înregistrată în același an, în componența: Nicu Covaci – chitară, voce, Costin Adam – solist vocal, Dan Albu – chitară, voce, Volker Vaessen – chitară bas, Dzidek Marcinkiewicz – claviaturi, voce, Ionuț Micu – baterie. Există și o versiune demo, înregistrată probabil în 2009, în formula: Nicu Covaci – chitară, solist vocal, Bogdan Bradu – voce, Cristi Gram – chitară solo, Volker Vaessen – chitară bas, Dzidek Marcinkiewicz – claviaturi, Ovidiu Lipan – baterie, Ionuț Contraș – voce. Piesa reprezintă un imn compus și dedicat de Covaci clubului „Asgard” din Germania de Vest, care l-a ajutat în momentele de impas, atunci când ceilalți membri ai formației l-au părăsit.

## B

### Baba Novak
Compusă de Nicolae Covaci în 1976, cu un text în limba engleză de John Lodge (basistul formației The Moody Blues), titlul inițial al piesei fiind „The Tale of Baba Novak”. A fost înregistrată pentru prima oară în jurul anului 1980, în formula: Nicu Covaci – solist vocal, chitară, Mani Neumann/Ulli Heidelberg – vioară, voce, Tom Buggie – chitară bas, Ovidiu Lipan/Meinolf Bauschulte – baterie, Sabin Dumbrăveanu/Bubi Dobrozemsky – violoncel, Ivan Kopilović – voce, această versiune fiind publicată abia în 2019, pe albumul de restituiri The 80s. O altă variantă în engleză se află pe înregistrarea video (TVR) a concertului de la Sala Radio din București, din decembrie 1996. Textul piesei în limba română îi aparține lui Călin Angelescu. Varianta în română a fost înregistrată mai întâi în 1999, cu Tavi Colen și Alin Oprea, împreună cu cele trei piese de pe maxi-single-ul Ora-hora, iar mai apoi în 2005, pentru albumul Baba Novak (unde a apărut pentru prima dată oficial), în componența: Nicu Covaci – chitară, voce, Josef Kappl – chitară bas, voce, Ovidiu Lipan – baterie, Mircea Baniciu – solist vocal, Mani Neumann – vioară, Ionuț Contraș – percuție și Cristi Gram – chitară.

### Back to the Family
Compusă de Moni Bordeianu și Nicolae Covaci (muzică și text în limba engleză). Apare pe albumul Back to the Future... din 2008, fiind înregistrată de Moni Bordeianu – solist vocal, alături de o parte din următorul grup: Nicu Covaci – chitară electrică și acustică, voce, Cristi Gram – chitară electrică, Volker Vaessen/Silviu Sanda/Bobby Stoica – chitară bas, Ovidiu Lipan/Ionuț Micu – baterie, Ionuț Contraș – percuție, voce, Dzidek Marcinkiewicz/Bobby Stoica – claviaturi, Bogdan Bradu – voce, Flavius Teodosiu – saxofon.

### Balada
Compusă de Ciprian Porumbescu în 1880, având numele de „Balada pentru vioară și orchestră”. Aranjamentul versiunii Phoenix îi aparține lui Nicolae Covaci. Inițial a apărut sub numele „Ballade for You”, în 1987, pe discul single Ballade for You/The Lark, această versiune fiind reluată pe albumul de restituiri The 80s din 2019. Componența acestei înregistrări este: Nicu Covaci – chitară solo și Josef Kappl – chitară bas, baterie electronică și sintetizatoare. Piesa a fost reînregistrată în 2000 pentru albumul În umbra marelui urs (reeditat cu numele corect, În umbra marelui U.R.S.S., în 2003), în formula: Nicu Covaci – chitară solo, C. Brylankowski – claviaturi și Mani Neumann – vioară. O versiune extinsă, ce durează aproape 9 minute, a fost imprimată după 2008, în componența: Nicu Covaci – chitară solo, Cristi Gram – chitară solo, claviaturi și, probabil, percuție sintetizată. Această versiune extinsă a fost publicată pe compilația promoțională Phoenix International (2013).

### Ballade for You
Nume sub care apare piesa „Balada” pe discul single Ballade for You/The Lark (1987) și pe albumul de restituiri The 80s. Vezi: Balada.

### Balada „Negru Vodă”
Nume sub care apare pe discurile Remember Phoenix (1991) și Evergreens (1995) piesa „Negru Vodă”. Vezi: Negru Vodă.

### Balaurul
Nume sub care apare pe discul Aniversare 35 din 1997 piesa „Uciderea balaurului”, într-o nouă înregistrare, datând din 1990. Vezi: Uciderea balaurului.

### Black Jack Jaguar
Compusă de Moni Bordeianu (muzică și text în limba engleză). Apare pe albumul Back to the Future... din 2008, fiind înregistrată de Moni Bordeianu – solist vocal, alături de o parte din următorul grup: Nicu Covaci – chitară electrică și acustică, voce, Cristi Gram – chitară electrică, Volker Vaessen/Silviu Sanda/Bobby Stoica – chitară bas, Ovidiu Lipan/Ionuț Micu – baterie, Ionuț Contraș – percuție, voce, Dzidek Marcinkiewicz/Bobby Stoica – claviaturi, Bogdan Bradu – voce, Flavius Teodosiu – saxofon.

### Bounty Man
Numele versiunii inițiale (în limba engleză) a piesei „Hăituit” (apărută în 2005, pe albumul Baba Novak). Versiunea inițială a fost inclusă pe albumul de restituiri The 80s (2019). O altă înregistrare, tot în limba engleză, dar mai nouă, apare pe compilația promoțională Phoenix International (2013). Vezi: Hăituit.

### Bucovina
Melodie populară, versiunea Phoenix având un aranjament de Nicolae Covaci. Înregistrată în 2014, într-o versiune demo, în formula: Nicu Covaci – chitară, voce, Costin Adam – solist vocal, Dan Albu – chitară, voce, Volker Vaessen – chitară bas, Dzidek Marcinkiewicz – claviaturi, Sergiu Corbu Boldor – vioară, Flavius Hosu – baterie, posibil și Aurelian Dincă (Trooper) – chitară, fiind inclusă pe CD-ul maxi-single Vino, Țepeș! (2014). A fost reînregistrată pentru albumul Vino, Țepeș! (2014), în componența: Nicu Covaci – chitară, voce, Costin Adam – solist vocal, Andrei Cerbu – chitară, Volker Vaessen – chitară bas, Dzidek Marcinkiewicz – claviaturi, Flavius Hosu – baterie (posibili colaboratori: Aurelian Dincă – chitară, Marc Alexandru Ținț – chitară). Textul piesei aparține lui Constantin Mandicevschi (pe copertele celor două CD-uri figurează ca fiind un text popular).

## C

### Can I Say Something to You
Compusă de Moni Bordeianu și Nicolae Covaci, pe versuri în limba engleză de Moni Bordeianu. Apare pe albumul Back to the Future... din 2008, fiind înregistrată de Moni Bordeianu – solist vocal, alături de o parte din următorul grup: Nicu Covaci – chitară electrică și acustică, voce, Cristi Gram – chitară electrică, Volker Vaessen/Silviu Sanda/Bobby Stoica – chitară bas, Ovidiu Lipan/Ionuț Micu – baterie, Ionuț Contraș – percuție, voce, Dzidek Marcinkiewicz/Bobby Stoica – claviaturi, Bogdan Bradu – voce, Flavius Teodosiu – saxofon.

### Canarul
Compusă în 1966–67 de Nicolae Covaci și Florin Bordeianu, pe textul lui Victor Șuvăgău, și apărută pe discul Vremuri din 1968, în formula: Nicu Covaci – chitară, Florin Bordeianu – solist vocal, Claudiu Rotaru – chitară, Béla Kamocsa – chitară bas, Florin Dumitru – baterie. Videoclipul este filmat în 1968–69 de TVR. Reluată și pe discurile Remember Phoenix (1991), Evergreens (1995) și Vremuri, anii 60... (1998). Piesa a fost reînregistrată în 1969, în componența: Nicu Covaci – chitară, voce, Florin Bordeianu – solist vocal, Béla Kamocsa – chitară bas, voce, Pilu Ștefanovici – baterie, Günther Reininger – pian. Această a doua versiune constituie tema centrală a coloanei sonore a filmului Canarul și viscolul (1969, regia Manole Marcus). Cei cinci membri apar cântând piesa în secvența de deschidere a filmului.

### Cântec (Ștefan și Mihai)
Compusă în 2014 de Dan Albu, pe un text adaptat după George Coșbuc. Înregistrată pentru albumul Vino, Țepeș! (2014), în următoarea componență: Nicu Covaci – chitară, voce, Costin Adam – solist vocal, Andrei Cerbu – chitară, Volker Vaessen – chitară bas, Dzidek Marcinkiewicz – claviaturi, Flavius Hosu – baterie (cu participarea chitariștilor Aurelian Dincă și Marc Alexandru Ținț).

### Cântic-lu a cucuveauă-liei
Compusă în iarna 1974–75 de Nicolae Covaci, pe versuri populare macedoromâne, și apărută pe albumul Cantofabule din 1975 (reeditat cu numele corect, Cantafabule – Bestiar, în 1996). Înregistrată în componența: Nicu Covaci – solist vocal, chitară solo, double-six, Josef Kappl – solist vocal, chitară bas, Mircea Baniciu – solist vocal, Ovidiu Lipan – percuție, Günther Reininger – clopote, pian, sintetizator. Piesa a apărut pe disc cu titlul în macedoromână, traducerea acestuia în limba română fiind „Cântecul cucuvelei”.

### Ceata
Compusă de Nicolae Covaci (muzică și text) în 1996 și înregistrată în 1996, în componența: Nicu Covaci – solist vocal, chitară solo, Josef Kappl – chitară bas, voce, Ovidiu Lipan – baterie. Apărută oficial numai pe cea de-a doua ediție a albumului În umbra marelui U.R.S.S. (2003), sub numele „Ceata I”. Există și o altă înregistrare (în formula: Nicu Covaci – solist vocal, double-six; se mai aude și o a doua voce și percuția), care s-a folosit parțial la „Ceata II” de pe același album (ambele ediții, 2000 și 2003), având adăugate niște versuri mai noi ale lui Covaci (recitate peste melodie, care rămâne în fundal).

### Ciocârlia
Melodie populară făcută cunoscută de naistul Angheluș Dinicu și violonistul Sava Pădureanu la Expoziția Internațională de la Paris din 1889. Aranjamentul versiunii Phoenix îi aparține lui Nicolae Covaci. Înregistrată prima oară de: Nicu Covaci – chitară solo și Josef Kappl – chitară bas, baterie electronică și sintetizatoare, sub numele „The Lark”, fiind publicată în 1987 pe discul single Ballade for You/The Lark. Această versiune a fost reluată pe maxi-single-ul Tuareg (1988) și, mult mai târziu, pe albumul de restituiri The 80s (2019). Există și o altă înregistrare, tot din 1987, sub numele „Die Lerche”, apărută pe discul colectiv NDR – HörFest 87 (Germania). Înregistrarea „The Lark” a apărut sub numele românesc pe discul single Ciocîrlia/Perestroika în 1990, și, într-o nouă înregistrare (din 1990, în formula: Nicu Covaci – chitară solo, Josef Kappl – chitară bas, Mani Neumann – vioară, Ovidiu Lipan – baterie), pe discul Aniversare 35 (1997).

## D

### Dansul codrilor
Compusă de Josef Kappl în 1973–74, pe versurile lui Victor Cârcu. Înregistrată în formula: Nicu Covaci – chitară solo, voce, Josef Kappl – chitară bas, voce, vioară, Mircea Baniciu – solist vocal, Costin Petrescu – baterie, Valeriu Sepi – percuție. Apărută pe albumul Mugur de fluier din 1974, reeditat în 1999 pe CD. A fost, de asemenea, preluată pe discul From the East (1979) al formației Madhouse sub numele de „King Lear” (cu versuri de Erlend Krauser).

### De-a lungul...
Melodie populară, prelucrată instrumental de Nicolae Covaci. Înregistrată în anul 1990 de: Nicu Covaci – chitară solo, Ovidiu Lipan (ori Costin Petrescu sau Herb Quick) – percuție, și apărută pe discul Aniversare 35 în 1997.

### Decebal către popor
Compusă în 2014 de Nicolae Covaci și Dan Albu, pe un text adaptat după poetul George Coșbuc. Înregistrată pentru albumul Vino, Țepeș! (2014), în următoarea componență: Nicu Covaci – chitară, voce, Costin Adam – solist vocal, Andrei Cerbu – chitară, Volker Vaessen – chitară bas, Dzidek Marcinkiewicz – claviaturi, Flavius Hosu – baterie (cu participarea chitariștilor Aurelian Dincă și Marc Alexandru Ținț).

### Delfinul, dulce dulful nostru
Compusă în 1974–75, muzica Nicolae Covaci, versuri de Șerban Foarță și Andrei Ujică. A apărut pe albumul Cantofabule în 1975 (reeditat cu numele corect, Cantafabule – Bestiar, în 1996), fiind înregistrată în formula: Nicu Covaci – chitară solo, voce, Josef Kappl – chitară bas, voce, Mircea Baniciu – solist vocal, Ovidiu Lipan – baterie, Günther Reininger – orga electronică, sintetizator.

### Die Lerche
Denumire sub care apare piesa „Ciocârlia” pe discul NDR – HörFest 87 (Germania). Vezi: Ciocârlia.

## E

### Empire of Vampires
Compusă în jurul anului 1980 de Nicolae Covaci, text (în limba engleză) de Tom Buggie, fiind înregistrată în aceeași perioadă în formula: Nicu Covaci – solist vocal, chitară, Mani Neumann/Ulli Heidelberg – vioară, voce, Tom Buggie – chitară bas, Ovidiu Lipan/Meinolf Bauschulte – baterie, Sabin Dumbrăveanu/Bubi Dobrozemsky – violoncel, Ivan Kopilović – voce. Această versiune inițială a fost publicată abia în 2019, pe albumul de restituiri The 80s, însă prima oară piesa a apărut în 1987 pe discul colectiv NDR – HörFest 87. Făcea parte din opera rock omonimă, rămasă doar la stadiul de proiect. A fost reeditată pe albumul Aniversare 35 din 1997, cu o înregistrare făcută în 1990, în componența: Nicu Covaci – solist vocal, chitară solo, Josef Kappl – chitară bas, voce, Mircea Baniciu – voce, Ovidiu Lipan – baterie, Mani Neumann – vioară. A constituit melodia de bază a coloanei sonore a filmului Vlad Nemuritorul (2002, regia Adrian Popovici).

## F

### Fată verde
Nume sub care apare piesa „Ochii negri, ochi de țigan” pe albumul SymPhoenix/Timișoara din 1992. Vezi: Ochii negri, ochi de țigan

### Feel the Sound
Piesă compusă de Nicolae Covaci în 1980–81, text (în limba engleză) de Tom Buggie. A fost înregistrată în formula: Nicu Covaci – solist vocal, chitară solo, Mani Neumann – vioară, voce, Tom Buggie – chitară bas, Ovidiu Lipan – baterie, Sabin Dumbrăveanu – violoncel, Ivan Kopilović – voce, apărând pe discul Transsylvania din 1981, editat în Germania, și fiind reluată apoi pe albumul de restituiri The 80s (2019).

### Fie să renască
Variantă înregistrată în 5 noiembrie 2015 a piesei „Phoenix” (apărută inițial pe albumul Cantofabule din 1975). Are o strofă nouă adăugată și a fost inclusă pe compilația promoțională Eminescu, eternul Phoenix (2018). Vezi: Phoenix.

### Filip și cerbul
Compusă în 1974–75 de Josef Kappl, versuri de Șerban Foarță și Andrei Ujică. Înregistrată pentru albumul Cantofabule din 1975 (reeditat cu numele corect, Cantafabule – Bestiar, în 1996), în formula: Nicu Covaci – chitară solo, voce, Josef Kappl – chitară bas, voce, Mircea Baniciu – solist vocal, Ovidiu Lipan – baterie, Günther Reininger – sintetizator, orgă electronică.

### Floarea stîncilor
Compusă în 1968 de Florin Bordeianu și Nicolae Covaci, text de Victor Cârcu. A apărut pe discul Totuși sînt ca voi din 1969, fiind înregistrată în formula: Nicu Covaci – chitară solo, voce, Florin Bordeianu – solist vocal, Béla Kamocsa – chitară bas, voce, Günther Reininger – pian, voce, Dorel Vintilă Zaharia – baterie. Videoclipul piesei este filmat de TVR în anii '60. Apărută ulterior și pe discurile Remember Phoenix (1991) și Vremuri, anii 60... (1998).

### Fluier în cer
Compusă în 2004–05 de Nicolae Covaci, cu text de Dinu Olărașu. Apărută pe albumul Baba Novak (2005), într-o înregistrare în formula: Nicu Covaci – chitară acustică, solist vocal, Josef Kappl – chitară bas, voce, Mircea Baniciu – chitară acompaniament, solist vocal, Ovidiu Lipan – baterie, Mani Neumann – vioară, Ionuț Contraș – percuție, Cristi Gram – chitară.

### Friday on My Mind
Piesă din repertoriul formației australiene The Easybeats, lansată în 1966 și compusă de tandemul Harry Vanda – George Young (muzică și text). Versiunea Phoenix apare pe EP-ul de debut, Vremuri din 1968, unde este atribuită pe copertă lui Harry Vanda, Stevie Wright și George Young. Înregistrarea piesei a avut loc în formula: Nicu Covaci – chitară solo și electrică, voce, Florin Bordeianu – solist vocal, Béla Kamocsa – chitară bas, voce, Claudiu Rotaru – chitară solo și de acompaniament, voce, Florin Dumitru – baterie, Günther Reininger – pian, voce.

## G

### Gypsies on the Run
Compusă de Moni Bordeianu și Nicolae Covaci, pe versuri în limba engleză de Moni Bordeianu. Apare pe albumul Back to the Future... din 2008, cu titlul greșit „Gipsys on the Run”. A fost înregistrată de Moni Bordeianu – solist vocal, alături de o parte din următorul grup: Nicu Covaci – chitară electrică și acustică, voce, Cristi Gram – chitară electrică, Volker Vaessen/Silviu Sanda/Bobby Stoica – chitară bas, Ovidiu Lipan/Ionuț Micu – baterie, Ionuț Contraș – percuție, voce, Dzidek Marcinkiewicz/Bobby Stoica – claviaturi, Bogdan Bradu – voce, Flavius Teodosiu – saxofon. Piesa a fost reluată, cu titlul corect, pe compilația promoțională Phoenix International (2013).

### Gypsy Romance
Nume sub care apare pe compilația promoțională Go West (2005) varianta în limba engleză a piesei „Mica țiganiadă”, fără introducere. Vezi: Mica țiganiadă.

### Gypsy Storie
Nume sub care apare pe discul Transsylvania (1981) și pe albumul de restituiri The 80s (2019) varianta în limba engleză a piesei „Mica țiganiadă”. Vezi: Mica țiganiadă.

## H

### Have You Ever Seen the Sun
Compusă de Moni Bordeianu și Dzidek Marcinkiewicz, pe un text în limba engleză de Moni Bordeianu. Apare la finalul albumului Back to the Future... din 2008, ca piesă bonus. A fost înregistrată de Moni Bordeianu – solist vocal, alături de o parte din următorul grup: Nicu Covaci – chitară electrică și acustică, voce, Cristi Gram – chitară electrică, Volker Vaessen/Silviu Sanda/Bobby Stoica – chitară bas, Ovidiu Lipan/Ionuț Micu – baterie, Ionuț Contraș – percuție, voce, Dzidek Marcinkiewicz/Bobby Stoica – claviaturi, Bogdan Bradu – voce, Flavius Teodosiu – saxofon.

### Hăituit
Compusă de Nicolae Covaci în jurul anului 1980, cu versuri inițiale în limba engleză și având titlul „Bounty Man”. Înregistrată în aceeași perioadă în formula: Nicu Covaci – solist vocal, chitară, Mani Neumann/Ulli Heidelberg – vioară, voce, Tom Buggie – chitară bas, Ovidiu Lipan/Meinolf Bauschulte – baterie, Sabin Dumbrăveanu/Bubi Dobrozemsky – violoncel, Ivan Kopilović – voce, această versiune fiind publicată, mult mai târziu, pe albumul de restituiri The 80s (2019), unde autorul textului este omis de pe copertă. Varianta în limba română a apărut pe albumul Baba Novak (2005), textul aparținându-i lui Dinu Olărașu și fiind înregistrată în formula: Nicu Covaci – chitară solo, solist vocal, Josef Kappl – chitară bas, voce, Ovidiu Lipan – baterie, Mircea Baniciu – chitară acompaniament, voce, Mani Neumann – vioară, Ionuț Contraș – percuție, voce, Cristi Gram – chitară electrică. Folosindu-se aceeași orchestrație, piesa a fost imprimată și cu textul original în engleză, versiune publicată câțiva ani mai târziu, pe compilația promoțională Phoenix International (2013). De asemenea, varianta în engleză a fost cântată de către Covaci la Festivalul Folk You! 2006.

## I

### I Am a Hunter
Compusă de Moni Bordeianu (muzică și versuri în limba engleză). Apare pe albumul Back to the Future... din 2008, fiind înregistrată de Moni Bordeianu – solist vocal, alături de o parte din următorul grup: Nicu Covaci – chitară electrică și acustică, voce, Cristi Gram – chitară electrică, Volker Vaessen/Silviu Sanda/Bobby Stoica – chitară bas, Ovidiu Lipan/Ionuț Micu – baterie, Ionuț Contraș – percuție, voce, Dzidek Marcinkiewicz/Bobby Stoica – claviaturi, Bogdan Bradu – voce, Flavius Teodosiu – saxofon.

### I Need a Friend
Numele versiunii inițiale (în limba engleză) a piesei „Singur” (apărută în 2005, pe albumul Baba Novak). Versiunea inițială a fost inclusă pe albumul de restituiri The 80s (2019). Vezi: Singur.

### Iarna
Prelucrare folclorică de Nicolae Covaci și Josef Kappl făcută în 1971, pe versuri de Victor Cârcu. Apărută ca „Introducere” la „Iarna” din „Ciclul anotimpurilor”, pe albumul Cei ce ne-au dat nume din 1972 (reeditat în 1999 pe CD). Înregistrată în formula: Nicu Covaci – solist vocal, chitară solo, Josef Kappl – chitară bas, voce, Mircea Baniciu – solist vocal, Costin Petrescu – baterie, Valeriu Sepi – percuție. Există și o filmare de studio (TVR, 1972), într-o formulă fără Valeriu Sepi. A apărut și pe discul Evergreens (1995). Reînregistrată în 1978, cu text în limba engleză (scris de Moni Bordeianu), în formula: Nicu Covaci – chitară electrică, voce, Florin Bordeianu – solist vocal, Josef Kappl – chitară bas, voce, Ovidiu Lipan – percuție, Erlend Krauser – chitară electrică, voce, sub titlul „Winter” sau „Snow Dancing” – versiune neapărută pe vreun disc.

### Introducere
Nume sub care apar pe discul Cei ce ne-au dat nume din 1972 două dintre piese. Vezi: Primăvara și Iarna.

### Invocație
Piesă complexă, compusă de Nicolae Covaci, Josef Kappl și Mircea Baniciu în iarna 1974–75 în Munții Semenic, versurile aparțin lui Șerban Foarță și lui Andrei Ujică. Înregistrată în 1975 în formula: Nicu Covaci – solist vocal, chitară solo, double-six, Josef Kappl – chitară bas, voce, Mircea Baniciu – solist vocal, chitară acustică, Ovidiu Lipan – baterie, timpane, gong, clopote, Günther Reininger – sintetizator, orgă electronică, Florian Pittiș – recitator. A apărut pe albumul Cantofabule din 1975 (reeditat cu numele corect, Cantafabule – Bestiar, în 1996).

### Iovano; Iovanke
Cântec popular macedonean, aranjament de Nicolae Covaci (1999), după o idee mai veche, din anii '80. A apărut pe discul maxi-single Ora-hora (1999, editat în Germania), sub numele prescurtat „Iovano”. Înregistrat în România în 1999, în componența: Nicu Covaci – solist vocal, chitară acustică, Alin Oprea – chitară acustică, voce, Tavi Colen – voce. Reluat cu titlul complet pe albumul În umbra marelui urs din 2000 (reeditat cu numele corect, În umbra marelui U.R.S.S., în 2003).

## Î

### În umbra marelui U.R.S.S.
Compusă în 1999 de Nicolae Covaci (muzică și text), a apărut pe albumul omonim în 2000, cu numele scris greșit „În umbra marelui urs”. Abia la reeditarea din 2003 a fost trecută cu numele corect. A fost înregistrată în Germania și România, în formula: Nicu Covaci – solist vocal, chitară acustică, Erlend Krauser – chitară electrică, Volker Vaessen (sau V. Hildermann ?) – chitară bas, Lucian Cioargă – percuție, Tavi Colen – voce, Alin Oprea – voce. Mult mai târziu, în 2011, piesa a beneficiat de un videoclip.

## J

### Jimmy Is Doing All Right
Compusă de Moni Bordeianu (muzică și text în limba engleză). Apare pe albumul Back to the Future... din 2008, fiind înregistrată de Moni Bordeianu – solist vocal, alături de o parte din următorul grup: Nicu Covaci – chitară electrică și acustică, voce, Cristi Gram – chitară electrică, Volker Vaessen/Silviu Sanda/Bobby Stoica – chitară bas, Ovidiu Lipan/Ionuț Micu – baterie, Ionuț Contraș – percuție, voce, Dzidek Marcinkiewicz/Bobby Stoica – claviaturi, Bogdan Bradu – voce, Flavius Teodosiu – saxofon.

### Jocul
Compusă în jurul anului 1990 de Nicolae Covaci (muzica și textul), a apărut pe albumul SymPhoenix/Timișoara din 1992. Înregistrată în formula: Nicu Covaci – solist vocal, chitară solo, Mani Neumann – vioară, Mircea Baniciu – voce, Volker Vaessen – chitară bas, Ovidiu Lipan – baterie, percuție, alături de corul „Song” și „Grupul de popi”. Reînregistrată în 2019, cu un sound actualizat, în componența următoare: Nicu Covaci – chitară, voce, Costin Adam – solist vocal, Cristi Gram – chitară solo, voce, Vlady Săteanu – chitară bas, voce, Flavius Hosu – baterie, Lavinia Săteanu – vioară. Această versiune a fost difuzată în premieră la Rock FM (20 noiembrie 2019).

### Jocul caprelor
Prelucrare folclorică de Nicolae Covaci. Apărută pe discul Cei ce ne-au dat nume (1972, reeditat în 1999 pe CD). Înregistrată în componența: Nicu Covaci – chitară solo, Josef Kappl – chitară bas, Costin Petrescu – baterie, Valeriu Sepi – percuție. A fost reluată și pe discul Evergreens (1995).

### Jocul timpului
Piesă instrumentală compusă de Nicolae Covaci în 1971 și apărută pe albumul Cei ce ne-au dat nume (1972, reeditat pe CD în 1999). Înregistrată în componența: Nicu Covaci – chitară solo, double-six, fluier, Josef Kappl – chitară bas, Costin Petrescu – baterie. Apărută ulterior și pe discul Evergreens (1995). Această versiune, împreună cu una reînregistrată apar pe coloana sonoră a filmului Nemuritorii (1974, regia Sergiu Nicolaescu). În concertele necenzurate din anii '70, melodia era însoțită de un recitativ:
Rămasă-n lumea ei, durerea a zămislit găuri adânci

În care bufniți, lilieci și greieri se hărțuiesc cu spiriduși și iele.

Și-n râsul spaimei toți torceau în somnul nopții,

Din caierul de vise neomenești,

Poveștile nebune de vechi patimi barbare

Și de măcel de sate și de băut de sânge.

## L

### Lady Madonna
Piesă din repertoriul formației britanice The Beatles, lansată în martie 1968 și atribuită tandemului John Lennon – Paul McCartney (în realitate, muzica și textul aparțin doar lui McCartney). Varianta Phoenix a acestei piese a apărut pe EP-ul Vremuri (1968). Înregistrarea a avut loc în formula: Nicu Covaci – chitară solo și electrică, voce, Florin Bordeianu – solist vocal, Béla Kamocsa – chitară bas, voce, Claudiu Rotaru – chitară solo și de acompaniament, voce, Florin Dumitru – baterie, Günther Reininger – pian, voce. În 1969, piesa a beneficiat de o filmare lângă Timișoara, în imagini apărând: Nicu Covaci, Moni Bordeianu, Béla Kamocsa, Pilu Ștefanovici, Claudiu Rotaru și Günther Reininger.

### Lasă, lasă
Compusă în 1973–74 de Nicolae Covaci, pe versuri de Șerban Foarță și Andrei Ujică. A apărut pe albumul Mugur de fluier (1974, reeditat în 1999 pe CD), fiind împărțită în cinci strofe cu funcție de interludii între celelalte melodii. Formula în care au fost realizate înregistrările este: Nicu Covaci – solist vocal, chitară solo, percuție, Josef Kappl – solist vocal, chitară bas, percuție, Mircea Baniciu – solist vocal, percuție, Costin Petrescu – percuție, Valeriu Sepi – percuție, Günther Reininger – percuție. Vocile au fost suprapuse de trei ori. Tot în această formulă, există și un videoclip filmat de TVR în 1974, la Studiourile cinematografice Buftea. Piesa apare și pe coloana sonoră a filmului Nemuritorii (1974, regia Sergiu Nicolaescu), într-o variantă cu intercalări. Primele două strofe au apărut pe discul compilație Evergreens (1995), unde „Lasă, lasă nr. 1” este redenumită pe copertă „Preludiu”, iar „Lasă, lasă nr. 2” este editată împreună cu „Mica țiganiadă”. Din aceste „strigături” cenzura a tăiat, astfel încât unele din ele n-au apărut pe disc în 1974, în schimb la editarea albumului Evergreens au fost trecute toate textele pe copertă.

### Liber
Piesă compusă de Nicolae Covaci (muzica și textul) în 1999 și apărută în anul următor pe albumul În umbra marelui urs (reeditat cu numele corect, În umbra marelui U.R.S.S., în 2003). A fost înregistrată în formula: Nicu Covaci – solist vocal, chitară solo, motocicletă Honda, Erlend Krauser – chitară solo, S. Dankelmann – chitară, Frank Tienemann – chitară, Lucian Cioargă – baterie (sau baterie sintetizate de C. Brylankowski), Volker Vaessen – chitară bas, Tavi Colen – voce.

### Lumina zorilor
Compusă în anii '60 de Nicolae Covaci și Florin Bordeianu. Înregistrată în 1970 în formula: Nicu Covaci – chitară solo, voce, Florin Bordeianu – solist vocal, Günther Reininger – pian electric (sau orgă), Béla Kamocsa – chitară bas, Claudiu Rotaru – chitară, Dorel Vintilă Zaharia – baterie, în subsolul sediului parohial din Piața Unirii din Timișoara. Piesa a fost difuzată prima dată în anul 1990 și a apărut în premiră pe un disc în 1998, pe albumul de restituiri Vremuri, anii 60.... Autorul textului (probabil Bordeianu) nu este menționat pe coperta albumului din 1998.

## M

### Mamă, mamă
Piesă compusă în anii '60 de Florin Bordeianu și Nicolae Covaci, cu un text de Victor Cârcu. A fost înregistrată prima oară în aceiași ani, în formula: Nicu Covaci – chitară solo, voce, Claudiu Rotaru – chitară acompaniament, voce, Florin Bordeianu – solist vocal, Béla Kamocsa – chitară bas, voce, Pilu Ștefanovici – percuție. Totuși, a apărut prima dată mult mai târziu, în 1998, pe discul Vremuri, anii 60.... O altă înregistrare a piesei, cu versurile puțin schimbate din cauza cenzurii, datează din 1971–73 și a apărut pe EP-ul din 1973. Formația de atunci era compusă din: Nicu Covaci – chitară solo, voce, Josef Kappl – chitară bas, voce, Mircea Baniciu – solist vocal, chitară acustică, Costin Petrescu – baterie, percuție, Valeriu Sepi – percuție. Cea de-a doua înregistrare a fost ilustrată printr-o filmare TVR (realizată în jurul anului 1973) și a apărut ulterior și pe discul Remember Phoenix (1991).

### Meșterul Manole
Piesă compusă în 1973 de Nicolae Covaci, pe versurile baladei populare Monastirea Argeșului (culeasă de Vasile Alecsandri în 1874). Au fost folosite părți din opera rock-musical Meșterul Manole, care a fost interzisă de cenzură. Având subtitlul „uvertură”, a apărut pe discul EP din 1973, formula de la înregistrări fiind: Nicu Covaci – chitară solo, voce, Josef Kappl – chitară bas, voce, oboi, Mircea Baniciu – solist vocal, Costin Petrescu – baterie, Valeriu Sepi – percuție. Se discută despre posibila invitare a lui Liviu Butoi pentru a interpreta partitura oboiului. O a doua înregistrare a piesei (de această dată mai scurtă, fără ultima strofă din fragmentul apărut pe disc în 1973) a fost făcută în 2000, pentru albumul apărut în același an, În umbra marelui urs (reeditat cu numele corect, În umbra marelui U.R.S.S., în 2003). Formula înregistrării din 2000 este: Nicu Covaci – chitară, voce, Erlend Krauser – chitară solo, S. Dankelman – chitară, Frank Tienemann – chitară, C. Brylankowski – claviaturi, Volker Vaessen (sau V. Hildermann) – chitară bas, Mani Neumann – vioară, Lucian Cioargă – baterie, Tavi Colen – solist vocal, Alin Oprea – chitară, voce. O a treia înregistrare, realizată după 2008, a apărut pe compilația promoțională Phoenix International (2013), componența probabilă fiind: Nicu Covaci – chitară acustică, voce, Cristi Gram – chitară solo, voce, Tavi Colen – solist vocal, Bogdan Bradu – solist vocal, Volker Vaessen – chitară bas, Ovidiu Lipan – baterie, Ionuț Contraș – percuție, voce.

### Mica țiganiadă
Compusă în 1973 de Nicolae Covaci, cu versuri de Șerban Foarță și Andrei Ujică și apărută în 1974 pe albumul Mugur de fluier (reeditat în 1999 pe CD). A fost înregistrată în componența: Nicu Covaci – double-six, voce, Josef Kappl – chitară bas, vioară, voce, Mircea Baniciu – solist vocal, Costin Petrescu – baterie, țambal, Valeriu Sepi – percuție. Începutul piesei figurează pe coloana sonoră a filmului Nemuritorii (1974, regia Sergiu Nicolaescu). Melodia a apărut și pe discurile Evergreens (1995) și The Best of Club A (1999). O versiune în limba engleză (text de Rolf Möntmann și Tom Buggie), intitulată „Gypsy Storie”, a apărut pe Transsylvania (LP-ul editat în Germania în 1981). Formula care a înregistrat-o este: Nicu Covaci – solist vocal, chitară acustică, chitară solo, Mani Neumann – vioară, voce, Tom Buggie – chitară bas, Ovidiu Lipan – baterie, Ivan Kopilović – voce, Sabin Dumbrăveanu – violoncel. O altă înregistrare s-a făcut în formula: Nicu Covaci – chitară acustică, voce, Mani Neumann – vioară, Volker Vaessen – chitară bas, Ovidiu Lipan – baterie, percuție, Mircea Baniciu – solist vocal, Ulli Brand – chitară acustică, corul „Song” și „Grupul de popi”, apărând pe discul SymPhoenix/Timișoara (1992). În 1990 a fost înregistrată din nou, în componența: Nicu Covaci – double-six, voce, Josef Kappl – chitară bas, voce, Mircea Baniciu – solist vocal, Ovidiu Lipan – baterie, Mani Neumann – vioară, voce, Costin Petrescu – percuție, probabil și Herb Quick – percuție, un fragment din piesă intrând într-un colaj, împreună cu alte trei piese, pe discul Aniversare 35 (1997).

### Miezul nopții
Compusă în anii '60 de Nicolae Covaci și Florin Bordeianu. Textul aparține lui Victor Cârcu. A fost înregistrată în 1968 în formula: Nicu Covaci – chitară solo, voce, Florin Bordeianu – solist vocal, Béla Kamocsa – chitară bas, voce, Günther Reininger – pian, Dorel Vintilă Zaharia – baterie. La înregistrări, producătorul Cornel Chiriac a folosit și efecte speciale de sunet. Piesa are și un videoclip din același an, fiind primul românesc, considerat de avangardă, și scris, produs și regizat de același Cornel Chiriac pentru TVR. Piesa a apărut prima oară pe disc în 1998, odată cu lansarea pe piață a albumului de restituiri Vremuri, anii 60....

### Mila 2 de lângă 3
Compusă în 2005 de Nicolae Covaci, text de Nicolae Covaci și Dinu Olărașu. A apărut pe albumul Baba Novak (2005), fiind înregistrată în formula: Nicu Covaci – chitară electrică și acustică, voce, Josef Kappl – chitară bas, voce, Mircea Baniciu – chitară acompaniament, solist vocal, Ovidiu Lipan – baterie, Mani Neumann – vioară, Ionuț Contraș – percuție, voce, Cristi Gram – chitară solo. Piesa a beneficiat și de un videoclip în regia lui Tudor Grămescu.

### Mircea (Scrisoarea a III-a)
Compusă în 2014 de Nicolae Covaci, pe un text adaptat după poezia lui Mihai Eminescu. Înregistrată pentru albumul Vino, Țepeș! (2014), în următoarea componență: Nicu Covaci – chitară, voce, Costin Adam – solist vocal, Andrei Cerbu – chitară, Volker Vaessen – chitară bas, Dzidek Marcinkiewicz – claviaturi, Flavius Hosu – baterie (cu participarea chitariștilor Aurelian Dincă și Marc Alexandru Ținț).

### Morning Light
Numele versiunii inițiale (în limba engleză) a piesei „Zori de zi” (apărută în 2005, pe albumul Baba Novak). Versiunea inițială a fost inclusă pe albumul de restituiri The 80s (2019). Vezi: Zori de zi.

### Mr. G's Promises
Nume sub care a apărut melodia intitulată inițial „Perestroika” pe discul single din 1988 și mai apoi pe maxi-single-ul din același an. „Mr. G” din titlul piesei se referă la Mihail Gorbaciov, conducătorul Uniunii Sovietice în perioada 1985–1991. Vezi: Perestroika.

### Mugur de fluier
Compusă în 1973–74 de Nicolae Covaci, pe versuri de Victor Cârcu. A apărut pe albumul omonim (1974, reeditat în 1999 pe CD), fiind înregistrată în componența: Nicu Covaci – solist vocal, double-six, Josef Kappl – chitară bas, voce, blockflöte, Mircea Baniciu – voce, Costin Petrescu – baterie, Valeriu Sepi – percuție, Günther Reininger – clopote. Această înregistrare a fost reluată și pe compilația Evergreens (1995). În 1991 sau 1992 a fost din nou înregistrată, în formula: Nicu Covaci – solist vocal, chitară acustică, Ovidiu Lipan – baterie, percuție (bongos), Volker Vaessen – chitară bas, Mani Neumann – fluier, vioară, Ulli Brand – chitară acustică, corul „Song” și „Grupul de popi”. Această variantă a apărut pe discul SymPhoenix/Timișoara (1992). Piesa are două videoclipuri: unul filmat pe Semenic în 1975 și unul mai nou, din anii '90 (montaj făcut de TVR cu imagini mai vechi și mai noi). A treia înregistrare a melodiei, efectuată în 2020 în componența: Costin Adam – solist vocal, Cristi Gram – chitară, voce, Vlady Săteanu – chitară bas, voce, Flavius Hosu – baterie, Lavinia Săteanu – vioară (fiecare imprimând separat, de acasă) îi este dedicată lui Nicolae Covaci (cu ocazia aniversării a 73 de ani de viață).

### Muzică și muzichiie
Melodie compusă în 1973 de Josef Kappl, cu versuri de Șerban Foarță și Andrei Ujică, apărută pe discul Mugur de fluier (1974, reeditat pe CD în 1999). A fost înregistrată în formula: Nicu Covaci – chitară solo, voce, Josef Kappl – chitară bas, voce, Mircea Baniciu – solist vocal, chitară acompaniament, Costin Petrescu – baterie, Valeriu Sepi – percuție, Günther Reininger – percuție. A fost inclusă și pe compilația Evergreens (1995), sub numele de „Muzica și muzikia” (mai poate fi găsită și cu titlul „Muzica și muzichia”). Există și o a doua înregistrare a piesei, din anul 1976 și neapărută pe vreun disc, în formula: Nicu Covaci – chitară, voce, Josef Kappl – chitară bas, voce, Mircea Baniciu – solist vocal, Erlend Krauser – chitară, Cornel Liuba – baterie.

## N

### Năluca (Ștefan cel Mare)
Compusă în 2014 de Costin Adam, pe un text adaptat după Alexandru Macedonski. Înregistrată pentru albumul Vino, Țepeș! (2014), în următoarea componență: Nicu Covaci – chitară, voce, Costin Adam – solist vocal, Andrei Cerbu – chitară, Volker Vaessen – chitară bas, Dzidek Marcinkiewicz – claviaturi, Flavius Hosu – baterie (cu participarea chitariștilor Aurelian Dincă și Marc Alexandru Ținț).

### Nebunul cu ochii închiși
Piesă compusă în 1968 de Florin Bordeianu și Nicolae Covaci, având un text de Florin Bordeianu. A fost inspirată de „The Fool on the Hill” a formației The Beatles. Înregistrată prima oară de Cornel Chiriac în Radio, folosind efecte speciale de sunet, a fost difuzată intens în acei ani. Formula înregistrărilor era: Nicu Covaci – chitară solo, voce, Florin Bordeianu – solist vocal, Béla Kamocsa – chitară bas, voce, Dorel Vintilă Zaharia (sau Pilu Ștefanovici) – baterie, Günther Reininger – pian, Orchestra de cameră de la Școala de Muzică din Timișoara. Această înregistrare nu a apărut niciodată pe disc. O altă înregistrare s-a făcut în 1969 pentru discul EP din acel an, în formula: Nicu Covaci – chitară solo, voce, Florin Bordeianu – solist vocal, Béla Kamocsa – chitară bas, voce, Pilu Ștefanovici – baterie, și o orchestră simfonică. Piesa a apărut și pe discurile Remember Phoenix (1991) și Vremuri, anii 60... (1998).

### Negru Vodă
Piesă de rezistență compusă în 1971 de Nicolae Covaci, versurile sunt ale baladei populare Negru-Vodă. A apărut pe discul Cei ce ne-au dat nume (1972, reeditat pe CD în 1999), înregistrarea pentru disc făcându-se în formula: Nicu Covaci – chitară solo, Josef Kappl – chitară bas, vioară, voce, Costin Petrescu – baterie, Mircea Baniciu – solist vocal. Această înregistrare are o durată de aproximativ 15 minute. A apărut (sub numele „Balada Negru-Vodă”) și pe discurile Remember Phoenix (1991) și Evergreens (1995). O altă înregistrare s-a făcut în 1990 și a apărut pe discul Aniversare 35 din 1997, în formula: Nicu Covaci – chitară solo, voce, Josef Kappl – chitară bas, voce, Mircea Baniciu – solist vocal, Ovidiu Lipan – baterie, Mani Neumann – vioară, voce.

### Nesfârșita luptă
Compusă în anii '90 de Nicolae Covaci (muzică și text în limba engleză), având inițial numele „Neverending Fight” și fiind înregistrată de: Nicu Covaci – solist vocal, chitară solo, Josef Kappl – chitară bas și alții pentru un videoclip produs de Antena 1 în 1994 – fiind singura producție solo a lui Covaci. Reînregistrată în 2000 sub actualul nume (cu text în limba română de Nicolae Covaci), în formula: Nicu Covaci – solist vocal, chitară acustică, chitară solo, Erlend Krauser, S. Dankelmann, Frank Tienemann – chitare, Volker Vaessen (sau V. Hildermann) – chitară bas, C. Brylankowski – percuție pe clape sau Lucian Cioargă – baterie, Tavi Colen – voce, Alin Oprea – voce, și apărută pe albumul În umbra marelui urs din 2000 (reeditat cu numele corect, În umbra marelui U.R.S.S., în 2003).

### Nevermind
Compusă de Nicolae Covaci, pe un text în limba engleză de Paul Jellis, făcea parte inițial din proiectul In the Shadow of the Big Bear (2000), înregistrat cu Malcolm J. Lewis – solist vocal, însă neapărut pe piață. Piesa a apărut pe maxi-single-ul Asgard din 2014, fiind înregistrată în același an, în formula: Nicu Covaci – chitară, voce, Costin Adam – solist vocal, Dan Albu – chitară, voce, Volker Vaessen – chitară bas, Dzidek Marcinkiewicz – claviaturi, voce, Ionuț Micu – baterie.

### Norocul inorogului
Piesă compusă în 1974–75 de Nicolae Covaci, pe versurile poeților Philippe de Thaon, Șerban Foarță și Andrei Ujică. A apărut pe albumul Cantofabule din 1975 (reeditat cu numele corect, Cantafabule – Bestiar, în 1996), fiind înregistrată în formula: Nicu Covaci – blockflöte, voce, Mircea Baniciu – solist vocal, Josef Kappl – blockflöte, voce, Günther Reininger – pian electric (sau celestă), sintetizator.

### Numai una
Romanță compusă de Guilelm Șorban în 1897, pe versurile poeziei omonime a lui George Coșbuc. Aranjamentul și orchestrația versiunii Phoenix aparțin lui Nicolae Covaci (1999). Înregistrată inițial cu Josef Kappl, apoi înregistrată în 1999, în formula: Nicu Covaci – chitară acustică, double-six, chitară bas, voce, Tavi Colen – solist vocal, Alin Oprea – chitară acustică, voce, Lucian Cioargă – baterie. Apărută sub numele „Pe umeri pletele-i curg râu...” pe discul maxi-single Ora-hora (1999, editat în Germania – unde este greșit trecută ca melodie populară). A apărut cu numele actual pe reeditarea maxi-single-ului Ora-hora (2000) și pe albumul În umbra marelui urs / În umbra marelui U.R.S.S. (2000 și 2003 – unde este greșit trecută ca fiind compusă de Nicolae Covaci).

### Nunta
Compusă în 1971 de Nicolae Covaci, text de Victor Cârcu. A apărut pe discul Cei ce ne-au dat nume (1972, reeditat pe CD în 1999), fiind înregistrată în componența: Nicu Covaci – chitară solo, voce, Josef Kappl – chitară bas, voce, Mircea Baniciu – solist vocal, Costin Petrescu – baterie, Valeriu Sepi – percuție. A beneficiat de o filmare de studio a TVR-ului, datând din 1972, într-o formulă fără Sepi. A apărut și pe discurile Remember Phoenix (1991) și Evergreens (1995). O altă versiune, cu text în limba engleză de Tom Buggie, a apărut sub numele „Wedding” pe albumul Transsylvania, editat în Germania în 1981, fiind înregistrată în formula: Nicu Covaci – solist vocal, chitară solo, Mani Neumann – vioară, voce, Tom Buggie – chitară bas, Ovidiu Lipan – baterie, Ivan Kopilović – voce, Sabin Dumbrăveanu – violoncel. Versiunea în engleză apare și în filmul Gib dem Esel Zucker (produs în Germania de Est în anii '80). Altă versiune (în română) a apărut pe discul SymPhoenix/Timișoara (1992), înregistrarea fiind făcută în formula: Nicu Covaci – chitară solo, voce, Mircea Baniciu – solist vocal, Ovidiu Lipan – baterie, Mani Neumann – vioară, Volker Vaessen – chitară bas, „Grupul de popi”. Există și o a patra înregistrare, din 1990, în formula: Nicu Covaci – chitară solo, voce, Josef Kappl – chitară bas, voce, Mircea Baniciu – solist vocal, Ovidiu Lipan – baterie, Mani Neumann – vioară, voce, Costin Petrescu – percuție, un segment din ea apărând într-un colaj, împreună cu alte trei piese, pe discul Aniversare 35 (1997). În anul 2014 piesa este reînregistrată și inclusă pe maxi-single-ul Asgard, componența fiind următoarea: Nicu Covaci – chitară, voce, Costin Adam – solist vocal, Dan Albu – chitară, voce, Volker Vaessen – chitară bas, Dzidek Marcinkiewicz – claviaturi, voce, Sergiu Corbu Boldor – vioară, blockflöte, voce, Ionuț Micu – baterie.

## O

### Ochii negri, ochi de țigan
Compusă în 1973–74 de Nicolae Covaci, pe versuri de Victor Cârcu. A apărut pe albumul Mugur de fluier (1974, reeditat în 1999 pe CD). Formula care a participat la înregistrare este: Nicu Covaci – double-six, chitară solo, voce, Josef Kappl – chitară bas, vioară, voce, Mircea Baniciu – solist vocal, Costin Petrescu – baterie, Valeriu Sepi – percuție, Günther Reininger – celestă, clopote. A apărut și pe discul Evergreens (1995). O altă înregistrare se află pe discul Symphoenix/Timișoara (1992), cu titlul „Fată verde”, înregistrată în formula: Nicu Covaci – chitară acustică, voce, Mani Neumann – vioară, Mircea Baniciu – solist vocal, Ovidiu Lipan – baterie, Volker Vaessen – chitară bas, Ulli Brand – chitară acustică, Adrian Petrescu – oboi, împreună cu Orchestra Filarmonicii Radio din București, corul „Song” și „Grupul de popi”.

### O mie de întrebări
Piesă ce nu face parte din repertoriul Phoenix, ci din repertoriul formației Iris, însă a fost înregistrată împreună cu Nicolae Covaci. Compoziție colectivă Iris și Mihai Godoroja, pe versuri de Cristian Minculescu și Mihai Godoroja, piesa a fost înregistrată în 2007, în următoarea formulă: Nicu Covaci – solist vocal, chitară acustică, Cristi Gram – claviaturi, Valter Popa – chitară solo, Doru Borobeică (Boro) – chitară bas, Nelu Dumitrescu – baterie, Relu Marin – claviaturi, cu participarea corului Accustic. A fost inclusă pe primul volum al albumului Cei ce vor fi, lansat de Iris în 2007, cu ocazia aniversării a 30 de ani de activitate.

### Omule, cine ești tu?
Compoziție a lui Edmond Deda (prima parte) și probabil a lui Günther Reininger (partea a doua), versurile sunt scrise de Sașa Georgescu. Reprezintă o piesă din filmul Agentul straniu (1974, regia Savel Stiopul), fiind interpretată de: Nicu Covaci – chitară, Mircea Baniciu – voce, Josef Kappl – chitară bas, Günther Reininger – sintetizator și pian electric, Costin Petrescu – baterie, Valeriu Sepi – percuție. A apărut pe discul colectiv Formații de muzică pop 1 (1975). Ideea pasajului muzical susținut de moog-ul lui Reininger avea să fie folosită mai târziu în elaborarea piesei „Zoomahia” de pe Cantofabule.

### Ora-hora
Piesă compusă în 1999 de Nicolae Covaci, pe versuri de Dinu Olărașu și apărută, prima oară, pe maxi-single-ul omonim, editat în Germania în 1999, apoi pe albumul În umbra marelui urs din 2000 (reeditat cu numele corect, În umbra marelui U.R.S.S., în 2003). A fost înregistrată în anul 1999 de către: Nicu Covaci – solist vocal, chitară solo, chitară bas, Lucian Cioargă – baterie, Tavi Colen – voce, Alin Oprea – voce, chitară solo.

### Orașul scufundat
Compusă în perioada 2004–05 de Nicolae Covaci, cu un text scris de Dinu Olărașu. A apărut pe albumul Baba Novak din 2005, fiind înregistrată în formula: Nicu Covaci – chitară acustică, solist vocal, Josef Kappl – chitară bas, voce, Mircea Baniciu – solist vocal, Ovidiu Lipan – baterie, Cristi Gram – chitară electrică, Ionuț Contraș – percuție.

### Orient Express
Piesă instrumentală compusă de Nicolae Covaci în perioada 2004–05. A apărut pe albumul Baba Novak din 2005, fiind înregistrată în formula: Nicu Covaci – chitară electrică, Josef Kappl – chitară bas, Ovidiu Lipan – baterie, Mani Neumann – vioară, Cristi Gram – chitară electrică, Ionuț Contraș – percuție, alături de instrumente putând fi auzite sunete de gară și de tren.

### Orujo
Piesă compusă de Nicolae Covaci în anii 2004–05, cu o ambianță muzicală hispanică și având versuri bilingve (în spaniolă și engleză) scrise de Călin Angelescu și Nicolae Covaci. A apărut pe albumul Baba Novak (2005), într-o înregistrare în formula: Nicu Covaci – chitară acustică, solist vocal, Josef Kappl – chitară bas, voce, Mircea Baniciu – voce, Ovidiu Lipan – baterie, Cristi Gram – chitară solo, Ionuț Contraș – voce adițională.

## P

### Pasărea calandrinon
Piesă compusă în 1974 (?) de Josef Kappl, versurile aparțin lui Șerban Foarță și Andrei Ujică. A apărut în 1975 pe albumul Cantofabule (reeditat cu numele corect, Cantafabule – Bestiar, în 1996), fiind înregistrată în următoarea componență: Nicu Covaci – chitare solo, double-six, voce, Josef Kappl – chitară bas, voce, vioară, Ovidiu Lipan – baterie, Günther Reininger – pian, orgă electronică, sintetizator, Mircea Baniciu – solist vocal, chitară acustică. O altă înregistrare a fost făcută în 1990 de: Nicu Covaci – chitară solo, double-six, voce, Josef Kappl – chitară bas, voce, Mircea Baniciu – solist vocal, Ovidiu Lipan – baterie, Mani Neumann – vioară, voce, și a apărut pe discul Aniversare 35 (1997).

### Pasărea de foc
Compusă în 2004–05 de Nicolae Covaci (muzică și text), pentru albumul Baba Novak (2005), unde apare înregistrată în formula: Nicu Covaci – chitară acustică, solist vocal, Josef Kappl – chitară bas, voce, Mircea Baniciu – solist vocal, Ovidiu Lipan – baterie, Mani Neumann – vioară, Cristi Gram – chitară electrică, voce adițională, Ionuț Contraș – percuție, voce adițională.

### Pasărea Roc...k and Roll
Piesă compusă în 1974 (?) de Josef Kappl, pe versuri de Șerban Foarță și Andrei Ujică. A apărut pe albumul Cantofabule din 1975 (reeditat cu numele corect, Cantafabule – Bestiar, în 1996), în formula: Nicu Covaci – chitare solo, voce, Josef Kappl – chitară bas, voce, Mircea Baniciu – solist vocal, Günther Reininger – sintetizator, Ovidiu Lipan – baterie. O altă versiune a fost înregistrată în 1990 în formula: Nicu Covaci – chitară solo, voce, Josef Kappl – chitară bas, voce, Mircea Baniciu – solist vocal, Ovidiu Lipan – baterie, Sorin Tudoran – chitară solo, și a apărut pe discul Aniversare 35 (1997). În 1978, în Germania, formația a încercat o versiune în limba engleză, versiune care n-a ajuns pe nici un disc.

### Pașa Hassan
Compusă în 2014 de Nicolae Covaci, pe un text adaptat după poezia lui George Coșbuc. Înregistrată în formula: Nicu Covaci – chitară, voce, Costin Adam – solist vocal, Dan Albu – chitară, voce, Volker Vaessen – chitară bas, Dzidek Marcinkiewicz – claviaturi, Flavius Hosu – baterie, posibil și cu participarea lui Aurelian Dincă (Trooper) – chitară. Piesa a apărut pe discul maxi-single Vino, Țepeș! și apoi pe albumul cu același nume, ambele lansate în 2014 pe CD. 

### Pavel Chinezu, leat 1479
Piesă compusă în 1973–74 de Nicolae Covaci, versurile aparțin tandemului Șerban Foarță – Andrei Ujică. A fost înregistrată pentru albumul Mugur de fluier (1974, reeditat pe CD în 1999) de către: Nicu Covaci – chitară solo (suprapusă de două ori), voce, Josef Kappl – chitară bas, voce, Mircea Baniciu – solist vocal, Costin Petrescu – baterie, Valeriu Sepi – percuție. Reînregistrată în 2014, în următoarea componență: Nicu Covaci – chitară, voce, Costin Adam – solist vocal, Andrei Cerbu – chitară, Volker Vaessen – chitară bas, Dzidek Marcinkiewicz – claviaturi, Flavius Hosu – baterie (cu participarea chitariștilor Aurelian Dincă și Marc Alexandru Ținț). Această variantă a apărut în finalul albumului Vino, Țepeș! (2014), ca piesă bonus. Textul piesei face referire la Paul Chinezu sau Pavel Cneazu, comandant în armata regelui Ungariei, Matia Corvin, și comite de Timișoara. A luptat împotriva expansiunii Imperiului Otoman, având faima de a nu fi pierdut nici o bătălie în care a comandat oștile, cea mai reputată fiind Bătălia de la Câmpul Pâinii (13 octombrie 1479).

### Păpărugă
Prelucrare folclorică de Nicolae Covaci, apărută pe albumul Cei ce ne-au dat nume (în cadrul suitei „Ciclul anotimpurilor”) în 1972 (reeditat în 1999 pe CD). Piesa are text popular și a fost înregistrată de: Nicu Covaci – solist vocal, double-six, Josef Kappl – solist vocal, chitară bas, Mircea Baniciu – solist vocal, Costin Petrescu – baterie, Valeriu Sepi – percuție. A fost reluată pe discul Evergreens (1995).

### Perestroika
Melodie compusă în anii '80 de Nicolae Covaci și apărută prima oară sub numele „Mr. G's Promises” pe discurile single și maxi-single editate în Germania în anul 1988 sub titulatura Transsylvania Phoenix. A fost înregistrată de: Nicu Covaci – chitară solo, Josef Kappl – chitară bas, drum programming. Aceeași înregistrare a apărut, sub denumirea inițială, pe discul single Ciocîrlia/Perestroika din 1990, iar ulterior, pe albumul de restituiri The 80s din 2019.

### Pe umeri pletele-i curg râu...
Titlul inițial al melodiei „Numai una”, sub care a apărut pe maxi-single-ul Ora-hora (prima ediție, cea din 1999). Vezi: Numai una.

### Phoenix(albumCantofabule)
Melodie compusă în 1974 de Nicolae Covaci, pe versurile poeților Șerban Foarță și Andrei Ujică și apărută în finalul albumului Cantofabule din 1975 (reeditat cu numele corect, Cantafabule – Bestiar, în 1996). A fost înregistrată în formula: Nicu Covaci – chitară solo, voce, Josef Kappl – chitară bas, voce, Ovidiu Lipan – baterie, percuție, Mircea Baniciu – solist vocal, Günther Reininger – sintetizator, orgă electronică, celestă. Refrenul apare și la finalul suitei „Invocație” din debutul aceluiași album. Diferența între versiunea din 1975 și cea reeditată din 1996 este finalul. În timp ce pe albumul inițial piesa se termină printr-un solo tăios de pian electric, în varianta reeditată este reluat refrenul de la sfârșitul piesei „Invocație”. O strofă nouă a fost adăugată în concerte începând cu 2009 (?):
Cât am mai dorit să vină vara

Bucurii să se preschimbe-n flori

Am trăit doar cu speranța

Scump plătirăm cutezanța

De-a iubi un cer fără de nori

Stai de veghe și ia seama

Să nu-ți puie alții vama

Cum s-a mai întâmplat de-atâtea ori.
O versiune cu această strofă adăugată, intitulată „Fie să renască”, a fost înregistrată pe 5 noiembrie 2015, în formula: Nicu Covaci – chitară acustică, Costin Adam – solist vocal, Cristi Gram – chitară electrică, voce, programări, fiind inclusă în finalul compilației promoționale Eminescu, eternul Phoenix (2018). Pe aceeași compilație, în deschidere, apare versiunea originală a piesei, sub numele „Pasărea Phoenix”.

### Phoenix(albumVino, Țepeș!)
Compusă în 2014 de Nicolae Covaci, pe un text adaptat după poezia „Un Phoenix e o pasăre-n vechime” scrisă de Mihai Eminescu în 1882. Înregistrată de către Nicu Covaci – chitară acustică, recitator, solist vocal. A fost inclusă pe albumul Vino, Țepeș! în 2014, fiind reluată, sub numele de „Bătrânul Phoenix”, pe compilația promoțională Eminescu, eternul Phoenix în 2018. A nu se confunda cu piesa „Phoenix” de pe albumul Cantofabule (1975).

### Preludiu
Partea introductivă din suita „Ciclul anotimpurilor” de pe albumul Cei ce ne-au dat nume (1972, reeditat în 1999 pe CD), formată din piesele „A oilor” și „Jocul timpului”. Vezi: A oilor și Jocul timpului. De asemenea, sub acest nume este reluată piesa „Lasă, lasă nr. 1” pe compilația Evergreens (1995). Vezi: Lasă, lasă.

### Primăvara
Prelucrare folclorică instrumentală de Josef Kappl din anul 1971, apărută pe discul Cei ce ne-au dat nume (1972, reeditat în 1999 pe CD). A fost înregistrată în formula: Nicu Covaci – chitară solo, double-six, Josef Kappl – chitară bas, Costin Petrescu – baterie. A apărut și pe compilația Evergreens (1995).

### Pseudo-Morgana
Piesă instrumentală compusă în 1971–72 de Nicolae Covaci și apărută pe albumul Cei ce ne-au dat nume (1972, reeditat pe CD în 1999). A fost înregistrată de: Nicu Covaci – chitară solo, double-six, Josef Kappl – chitară bas, Costin Petrescu – baterie, Valeriu Sepi – percuție. A fost reluată și pe discul Evergreens (1995). O altă înregistrare, mai târzie (în care apare și Günther Reininger la sintetizator) a fost făcută pentru coloana sonoră a filmului Nemuritorii (1974, regia Sergiu Nicolaescu).

## R

### Running
Piesă compusă de Nicolae Covaci în jurul anului 1980, având un text scris în limba engleză de Paul Jellis. Aparținea operei rock Empire of Vampires – proiect din anii '80. A fost înregistrată pentru prima dată în formula: Nicu Covaci – solist vocal, chitară, Mani Neumann/Ulli Heidelberg – vioară, voce, Tom Buggie – chitară bas, Ovidiu Lipan/Meinolf Bauschulte – baterie, Sabin Dumbrăveanu/Bubi Dobrozemsky – violoncel, Ivan Kopilović – voce, această variantă fiind editată, mult mai târziu, pe albumul de restituiri The 80s (2019). Însă prima oară a apărut pe discul SymPhoenix/Timișoara (1992), într-o versiune reînregistrată, în componența: Nicu Covaci – solist vocal, chitară solo, Volker Vaessen – chitară bas, Mani Neumann – vioară, Ovidiu Lipan – baterie, corul „Song” și „Grupul de popi”. O altă versiune a fost înregistrată în 1990 în formula: Nicu Covaci – solist vocal, chitară solo, Josef Kappl – chitară bas, Ovidiu Lipan – baterie, Mani Neumann – vioară, voce, un fragment din piesă apărând într-un colaj, împreună cu alte trei, pe discul Aniversare 35 (1997).

## S

### Sârba-n căruță
Piesă instrumentală, prelucrare folclorică a lui Nicolae Covaci din anii '80 (?), apărută pe discul Aniversare 35 (1997), într-un colaj împreună cu piesele „De-a lungul...” și „Ciocârlia”. A fost înregistrată în 1990 în formula: Nicu Covaci – chitară solo, Josef Kappl – chitară bas, Mani Neumann – vioară, Ovidiu Lipan – baterie.

### Scara scarabeului
Melodie compusă în 1974–75 de Nicolae Covaci, pe versurile poeților Șerban Foarță și Andrei Ujică. A fost înregistrată în 1975 pentru albumul Cantofabule, apărut în același an și reeditat în 1996 cu numele corect – Cantafabule – Bestiar. Componența care a realizat înregistrarea este următoarea: Nicu Covaci – chitară solo, double-six, voce, Josef Kappl – chitară bas, voce, Mircea Baniciu – solist vocal, Ovidiu Lipan – baterie, percuție.

### She Was a Good Girl
Compusă de Moni Bordeianu (muzică și versuri în limba engleză). Apare pe albumul Back to the Future... din 2008, fiind înregistrată de Moni Bordeianu – solist vocal, alături de o parte din următorul grup: Nicu Covaci – chitară electrică și acustică, voce, Cristi Gram – chitară electrică, Volker Vaessen/Silviu Sanda/Bobby Stoica – chitară bas, Ovidiu Lipan/Ionuț Micu – baterie, Ionuț Contraș – percuție, voce, Dzidek Marcinkiewicz/Bobby Stoica – claviaturi, Bogdan Bradu – voce, Flavius Teodosiu – saxofon.

### Singur
Piesă compusă de Nicolae Covaci în 1978, inițial cu un text în limba engleză scris de Paul Jellis și intitulându-se „I Need a Friend”. Aparținea operei rock Empire of Vampires – proiect din anii '80. A fost înregistrată pentru prima oară în formula: Nicu Covaci – solist vocal, chitară, Mani Neumann/Ulli Heidelberg – vioară, voce, Tom Buggie – chitară bas, Ovidiu Lipan/Meinolf Bauschulte – baterie, Sabin Dumbrăveanu/Bubi Dobrozemsky – violoncel, Ivan Kopilović – voce. Această versiune a apărut abia în 2019, pe albumul de restituiri The 80s. Există și două versiuni reînregistrate, tot în engleză, nepublicate pe vreun disc. Prima din 1994, în formula: Nicu Covaci – solist vocal, chitară solo, Josef Kappl – chitară bas și alții, iar a doua din 2000. Varianta românească, având versuri scrise de Răzvan Voncu, a apărut pe albumul Baba Novak (2005), într-o înregistrare în formula următoare: Nicu Covaci – chitară electrică, voce, Josef Kappl – chitară bas, voce, Mircea Baniciu – solist vocal, Ovidiu Lipan – baterie, Ionuț Contraș – percuție, Cristi Gram – chitară electrică.

### Sirena
Compusă în perioada 1973–74 de Josef Kappl, pe versuri de Șerban Foarță și Andrei Ujică. A apărut pe albumul Cantofabule din 1975 (reeditat cu numele corect, Cantafabule – Bestiar, în 1996), fiind înregistrată în formula: Nicu Covaci – chitară solo, double-six, voce, Josef Kappl – chitară bas, voce, Mircea Baniciu – solist vocal, Günther Reininger – sintetizator, orgă electronică, Ovidiu Lipan – baterie, percuție. O altă înregistrare a piesei a fost făcută în 1990 de: Nicu Covaci – chitară solo, double-six, voce, Josef Kappl – chitară bas, voce, Mircea Baniciu – solist vocal, Ovidiu Lipan – baterie, Costin Petrescu – percuție, apărând pe discul Aniversare 35 (1997).

### Stars Dance
Piesă compusă în decembrie 1976, la Amsterdam, de Nicolae Covaci. Textul (în limba engleză) aparține lui Florin Bordeianu și probabil Rolf Möntmann (pe discul din 1981 este menționat numai Bordeianu, pe discul Symphoenix/Timișoara scrie Covaci și Bordeianu, iar pe Aniversare 35 scrie Bordeianu și Rolf Möntmann). A apărut prima oară sub numele „Star Dance” (probabil greșeală de tipar), pe LP-ul Transsylvania, editat în Germania în 1981. Formula care a realizat înregistrarea este: Nicu Covaci – solist vocal, chitară acustică, Mani Neumann – vioară, voce, Sabin Dumbrăveanu – violoncel, Ivan Kopilović – voce. Această versiune a fost reluată pe albumul de restituiri The 80s (2019). O altă înregistrare, din aceeași perioadă, se află pe discul Folk, Lied, Song – Nachwuchs Festival '80, album colectiv apărut în 1981 în Germania. O a treia înregistrare a fost făcută pentru albumul SymPhoenix/Timișoara (1992), în formula: Nicu Covaci – solist vocal, chitară acustică, Adrian Petrescu – oboi, Mani Neumann – vioară, Orchestra Filarmonicii Radio din București, corul „Song” și „Grupul de popi”. A patra înregistrare există însă din 1990 și a fost făcută de: Nicu Covaci – solist vocal, double-six, Josef Kappl – chitară bas, voce, Mircea Baniciu – voce, Mani Neumann – vioară, voce, Herb Quick – percuție, și a apărut pe discul Aniversare 35 (1997).

### Strunga
Compusă în 1973–74 de Nicolae Covaci, pe un text de Vasile Alecsandri (1844). A apărut pe albumul Mugur de fluier (1974, reeditat pe CD în 1999), fiind înregistrată în formula: Nicu Covaci – solist vocal, double-six, chitară solo, Josef Kappl – chitară bas, voce, blockflöte, Mircea Baniciu – voce, chitară acustică sau electrică, Costin Petrescu – baterie, percuție, Valeriu Sepi – percuție. Această versiune apare și pe coloana sonoră a filmului Nemuritorii (1974, regia Sergiu Nicolaescu), iar mai târziu a fost reluată pe compilația Evergreens (1995). Piesa a fost reînregistrată pentru discul Symphoenix/Timișoara (1992), în componența: Nicu Covaci – solist vocal, chitară acustică, Mani Neumann – vioară, Volker Vaessen – chitară bas, Ovidiu Lipan – baterie, Mircea Baniciu – voce, Ulli Brand – chitară acustică, Orchestra Filarmonicii Radio din București, corul „Song” și „Grupul de popi”. O altă înregistrare datează din 1990 și a fost făcută de: Nicu Covaci – solist vocal, double-six, Josef Kappl – chitară bas, voce, Mircea Baniciu – voce, Ovidiu Lipan – baterie, Mani Neumann – vioară, voce, Costin Petrescu – percuție, un fragment din această piesă apărând într-un colaj, împreună cu alte trei, pe discul Aniversare 35 (1997). O versiune live, înregistrată în Germania de Vest în anul 1980, în formula: Nicu Covaci – solist vocal, chitară, Mani Neumann/Ulli Heidelberg – vioară, voce, Tom Buggie – chitară bas, Ovidiu Lipan/Meinolf Bauschulte – baterie, Sabin Dumbrăveanu/Bubi Dobrozemsky – violoncel, Ivan Kopilović – voce, a fost publicată pe albumul de restituiri The 80s (2019).

### Suddenly
Numele inițial al piesei „To My Brothers...” (de pe albumul Baba Novak din 2005). Sub acest nume apare pe compilația promoțională Go West (2005). Vezi: To My Brothers....

## Ș

### Știma casei
Compusă în 1974 de Nicolae Covaci, pe versurile poeților Șerban Foarță și Andrei Ujică. Apărută pe albumul Cantofabule din 1975 (reeditat cu numele corect, Cantafabule – Bestiar, în 1996), fiind înregistrată de: Nicu Covaci – double-six, voce, chitară solo, Josef Kappl – chitară bas, voce, blockflöte, Mircea Baniciu – solist vocal, chitară acustică, Ovidiu Lipan – percuție (bongos).

### Știu că mă iubești (și tu)
Compusă în anii '60 de Moni Bordeianu și Nicolae Covaci (muzică și text), este cea mai veche compoziție a formației. A fost înregistrată în 1964 în Radio, însă nu a apărut pe nici un disc în această versiune. A fost reînregistrată în 2008, fiind inclusă (sub numele „Știu că mă iubești”) pe albumul Back to the Future..., apărut în același an. Componența care a făcut înregistrarea în 2008 este: Moni Bordeianu – solist vocal, alături de o parte din următorul grup: Nicu Covaci – chitară electrică și acustică, voce, Cristi Gram – chitară electrică, Volker Vaessen/Silviu Sanda/Bobby Stoica – chitară bas, Ovidiu Lipan/Ionuț Micu – baterie, Ionuț Contraș – percuție, voce, Dzidek Marcinkiewicz/Bobby Stoica – claviaturi, Bogdan Bradu – voce, Flavius Teodosiu – saxofon.

## T

### Tamara
Piesă compusă la sfârșitul anilor '70 de către Nicolae Covaci și dedicată mamei sale. Textul (în limba engleză) aparține lui Rolf Möntmann. A apărut prima oară pe discul Transsylvania, editat în Germania în 1981, în formula: Nicu Covaci – solist vocal, chitară acustică, chitară solo, Tom Buggie – chitară bas, Mani Neumann – vioară, voce, Ovidiu Lipan – baterie, percuție, Sabin Dumbrăveanu – violoncel, Ivan Kopilović – voce. Această versiune a fost reluată pe albumul de restituiri The 80s (2019). A fost reînregistrată pentru albumul SymPhoenix/Timișoara (1992) în formula: Nicu Covaci – solist vocal, chitară solo, Mani Neumann – vioară, Volker Vaessen – chitară bas, Ovidiu Lipan – baterie, Ulli Brand – chitară acustică, corul „Song” și „Grupul de popi”. Anterior, în 1990, a fost înregistrată de: Nicu Covaci – solist vocal, chitară solo, Josef Kappl – chitară bas, voce, Mircea Baniciu – voce, Ovidiu Lipan – baterie, Mani Neumann – vioară, voce, Herb Quick – percuție. Această înregistrare a apărut într-un colaj, împreună cu piesa „Would You Follow Me...?”, pe discul Aniversare 35 (1997).

### Te întreb pe tine, soare...
Piesă compusă la începutul anilor '70 de Nicolae Covaci, pe un text aparținându-i lui Victor Cârcu. A apărut prima oară pe discul EP din 1973, înregistrată în formula: Nicu Covaci – chitară solo, voce, Josef Kappl – chitară bas, voce, Mircea Baniciu – solist vocal, percuție, Costin Petrescu – baterie, percuție, Valeriu Sepi – percuție. În această formulă există și o filmare realizată de TVR în aceeași perioadă. Această variantă a piesei a fost reluată pe albumul colectiv Interparáda (Cehoslovacia, 1973), iar apoi pe compilațiile Remember Phoenix (1991) și Evergreens (1995). A fost înregistrată și pentru discul SymPhoenix/Timișoara (1992), în formula: Nicu Covaci – chitară acustică, voce, Volker Vaessen – chitară bas, Mircea Baniciu – solist vocal, Ovidiu Lipan – baterie, percuție (bongos), Mani Neumann – vioară, Ulli Brand – chitară acustică, corul „Song” și „Grupul de popi”.

### That's the Way I Like You
Compusă de Moni Bordeianu (muzică și text în limba engleză). Apare pe albumul Back to the Future... din 2008, fiind înregistrată de Moni Bordeianu – solist vocal, alături de o parte din următorul grup: Nicu Covaci – chitară electrică și acustică, voce, Cristi Gram – chitară electrică, Volker Vaessen/Silviu Sanda/Bobby Stoica – chitară bas, Ovidiu Lipan/Ionuț Micu – baterie, Ionuț Contraș – percuție, voce, Dzidek Marcinkiewicz/Bobby Stoica – claviaturi, Bogdan Bradu – voce, Flavius Teodosiu – saxofon.

### The Lark
Nume sub care a apărut piesa „Ciocârlia” pe discul single Ballade for You/The Lark, editat în Germania în 1987, pe maxi-single-ul Tuareg din 1988 și pe albumul de restituiri The 80s din 2019. Vezi: Ciocârlia.

### The Measure of a Man
Piesă compusă de Nicolae Covaci în anii '80. Textul în limba engleză îi aparține lui Paul Jellis. A fost înregistrată pentru albumul În umbra marelui urs din 2000 (reeditat cu numele corect, În umbra marelui U.R.S.S., în 2003). Formula în care a fost realizată înregistrarea este: Nicu Covaci – solist vocal, chitară acustică, Erlend Krauser/S. Dankelmann/Frank Tienemann – chitară acustică, Mani Neumann – vioară, Tavi Colen – voce, Alin Oprea – voce. O versiune live a piesei, înregistrată la Festivalul Folk You! 2007, în formula: Nicu Covaci – solist vocal, chitară acustică, Silvan Stâncel – chitară acustică, Cristina Pătrășcanu și Ioan Onișor – voci adiționale, a apărut pe DVD-ul Folk You 2007, lansat de Jurnalul Național în august 2008.

### The Tale of Baba Novak
Numele versiunii inițiale (în limba engleză) a piesei „Baba Novak” (apărută în 2005, pe albumul omonim). Versiunea inițială a fost inclusă pe albumul de restituiri The 80s (2019). Vezi: Baba Novak.

### Timișoara
Piesă compusă în 1990 de Nicolae Covaci, pe versuri de Mircea Florian și Nicolae Covaci, apărută în fruntea albumului SymPhoenix/Timișoara din 1992. A fost înregistrată de: Nicu Covaci – solist vocal, chitară solo, chitară acustică, Mircea Baniciu – solist vocal, Volker Vaessen – chitară bas, Ovidiu Lipan – baterie, Mani Neumann – vioară, Ulli Brand – chitară acustică, Adrian Petrescu – oboi, Orchestra Filarmonicii Radio din București, corul „Song” și „Grupul de popi”. Piesa, care are caracteristicile unui imn, reprezintă omagiul adus de formație pentru Revoluția din 1989 și, mai ales, pentru Timișoara, orașul de unde a pornit Revoluția.

### To My Brothers...
Intitulată inițial „Suddenly”, piesa și textul au fost compuse de Nicolae Covaci, în anii '80. A apărut pe albumul Baba Novak (2005), fiind înregistrată în formula: Nicu Covaci – chitară solo, chitară acustică, solist vocal, Josef Kappl – chitară bas, voce, Mircea Baniciu – voce, Ovidiu Lipan – baterie, Cristi Gram – chitară electrică, Ionuț Contraș – voce. A fost inclusă și pe compilația promoțională Go West (2005), cu denumirea inițială „Suddenly”.

### Toamna
Compusă de Nicolae Covaci în 1971, pe versuri de George Topîrceanu și Victor Cârcu. A apărut în cadrul suitei „Ciclul anotimpurilor” de pe discul Cei ce ne-au dat nume (1972, reeditat în 1999 pe CD), fiind înregistrată în formula: Nicu Covaci – chitară solo, voce, Mircea Baniciu – solist vocal, Josef Kappl – chitară bas, voce, Costin Petrescu – baterie, Valeriu Sepi – percuție. A apărut ulterior și pe discul Evergreens (1995).

### Totuși sînt ca voi
Compusă în 1967–68 de Nicolae Covaci și Florin Bordeianu, cu textul scris de Victor Șuvăgău. A apărut pe discul EP din 1969. Înregistrarea a fost făcută în formula: Nicu Covaci – chitară solo, voce, Florin Bordeianu – solist vocal, Béla Kamocsa – chitară bas, voce, Pilu Ștefanovici – baterie, Günther Reininger – pian. A apărut și pe discurile Remember Phoenix (1991) și Vremuri, anii 60... (1998). Are două filmări în arhiva TVR, făcute în anii '60, în această formulă.

### Touché, Touché
Compusă de Moni Bordeianu (muzică și text în limba engleză). Apare pe albumul Back to the Future... din 2008, fiind înregistrată de Moni Bordeianu – solist vocal, alături de o parte din următorul grup: Nicu Covaci – chitară electrică și acustică, voce, Cristi Gram – chitară electrică, Volker Vaessen/Silviu Sanda/Bobby Stoica – chitară bas, Ovidiu Lipan/Ionuț Micu – baterie, Ionuț Contraș – percuție, voce, Dzidek Marcinkiewicz/Bobby Stoica – claviaturi, Bogdan Bradu – voce, Flavius Teodosiu – saxofon. Piesa a beneficiat de un videoclip în regia lui Cristian Radu Nema (inclus pe reeditarea din 2009 a albumului).

### Tuareg
Nume sub care a apărut în anul 1988 piesa numită inițial „Afganistan”, pe discurile single și maxi-single produse în Germania. Pe maxi-single a apărut împreună cu „Tuareg (Extended Version)”. Vezi: Afganistan.

## U

### Uciderea balaurului
Piesa compusă în 1974–75 de Josef Kappl, versuri de tandemul Șerban Foarță – Andrei Ujică. Apărută pe albumul Cantofabule din 1975 (reeditat cu numele corect, Cantafabule – Bestiar, în 1996), fiind înregistrată de: Nicu Covaci – solist vocal, chitară solo, Josef Kappl – solist vocal, chitară bas, Mircea Baniciu – solist vocal, Günther Reininger – orgă electronică, pian electric, Ovidiu Lipan – baterie. O altă versiune a fost înregistrată în 1990 de: Nicu Covaci – chitară solo, voce, Josef Kappl – chitară bas, voce, Mircea Baniciu – solist vocal, Ovidiu Lipan – baterie, Sorin Tudoran – chitară solo, și a apărut pe discul Aniversare 35 (1997) sub numele „Balaurul”.

### Ulciorul
Piesă compusă în anii '60 de Nicolae Covaci și Florin Bordeianu, cu text scris de Victor Cârcu. Înregistrată în 1970 (ianuarie-februarie) în subsolul sediului parohial din Piața Unirii din Timișoara, în formula: Nicu Covaci – chitară solo, voce, Florin Bordeianu – solist vocal, Béla Kamocsa – chitară bas, voce, Günther Reininger – orgă electrică, Dorel Vintilă Zaharia – baterie. Difuzată prima dată în 1990, piesa a apărut pentru prima oară pe un disc abia în 1998, pe albumul de restituiri Vremuri, anii 60.... A fost reînregistrată în 2008, fiind inclusă pe albumul Back to the Future... din același an, unde textul îi este atribuit lui Victor Șuvăgău. Formula noii înregistrări este: Moni Bordeianu – solist vocal, alături de o parte din următorul grup: Nicu Covaci – chitară electrică și acustică, voce, Cristi Gram – chitară electrică, Volker Vaessen/Silviu Sanda/Bobby Stoica – chitară bas, Ovidiu Lipan/Ionuț Micu – baterie, Ionuț Contraș – percuție, voce, Dzidek Marcinkiewicz/Bobby Stoica – claviaturi, Bogdan Bradu – voce, Flavius Teodosiu – saxofon.

## V

### Vara
Compusă în 1971 de Nicolae Covaci, cu textul scris de Victor Cârcu, a apărut în cadrul suitei „Ciclul anotimpurilor” de pe albumul Cei ce ne-au dat nume (1972, reeditat în 1999 pe CD). A fost înregistrată în formula: Nicu Covaci – solist vocal, chitară solo, Josef Kappl – chitară bas, voce, Mircea Baniciu – solist vocal, Costin Petrescu – baterie, Valeriu Sepi – percuție. De asemenea, a mai apărut și pe discul Evergreens (1995). O altă înregistrare a fost făcută pentru albumul SymPhoenix/Timișoara (1992), în componența: Nicu Covaci – chitară solo, chitară acustică, Mircea Baniciu – solist vocal, Volker Vaessen – chitară bas, Mani Neumann – vioară, Ovidiu Lipan – baterie, percuție (bongos), Ulli Brand – chitară acustică, Adrian Petrescu – oboi, Orchestra Filarmonicii Radio din București, corul „Song” și „Grupul de popi”.

### Vasiliscul și Aspida
Compoziție a lui Josef Kappl (1974–75), pe versuri de Șerban Foarță și Andrei Ujică. A apărut pe albumul Cantofabule din 1975 (reeditat cu numele corect, Cantafabule – Bestiar, în 1996), fiind înregistrată de: Nicu Covaci – chitară solo, double-six, voce, Josef Kappl – chitară bas, blockflöte, voce, Mircea Baniciu – solist vocal, Ovidiu Lipan – baterie, percuție, Günther Reininger – orgă electronică, sintetizator. Înregistrată și în 1990 în componența: Nicu Covaci – chitară solo, double-six, voce, Josef Kappl – chitară bas, voce, Mircea Baniciu – solist vocal, Ovidiu Lipan – baterie, versiune apărută pe discul Aniversare 35 (1997).

### Vânt hain nr. 1
Compusă în anii '60 de Nicolae Covaci și Florin Bordeianu, cu text scris de Florin Bordeianu. Înregistrată în 1969 (?) în componența: Nicu Covaci – chitară solo, voce, Florin Bordeianu – solist vocal, Günther Reininger – orgă electrică, Claudiu Rotaru – chitară acompaniament, voce, Béla Kamocsa – chitară bas, voce, Pilu Ștefanovici – baterie. A apărut prima oară pe disc în 1998, pe Vremuri, anii 60....

### Vânt hain nr. 2
Compusă în anii '60 de Nicolae Covaci și Florin Bordeianu, textul aparține lui Victor Șuvăgău. A fost înregistrată în 1969 (?) în formula: Nicu Covaci – chitară solo, voce, Florin Bordeianu – solist vocal, Günther Reininger – orgă electrică, Claudiu Rotaru – chitară acompaniament, voce, Béla Kamocsa – chitară bas, voce, Pilu Ștefanovici – baterie. A apărut pentru prima oară pe discul Vremuri, anii 60... din 1998. A fost reînregistrată în 2008, fiind inclusă pe albumul Back to the Future... din același an, cu titlul simplu „Vânt hain”. Formula noii înregistrări este: Moni Bordeianu – solist vocal, alături de o parte din următorul grup: Nicu Covaci – chitară electrică și acustică, voce, Cristi Gram – chitară electrică, Volker Vaessen/Silviu Sanda/Bobby Stoica – chitară bas, Ovidiu Lipan/Ionuț Micu – baterie, Ionuț Contraș – percuție, voce, Dzidek Marcinkiewicz/Bobby Stoica – claviaturi, Bogdan Bradu – voce, Flavius Teodosiu – saxofon.

### Vino să ne ascundem sus în nori
Piesă compusă în anii '60 de Nicolae Covaci și Florin Bordeianu. A fost înregistrată în iarna anului 1970, în subsolul casei parohiale din Piața Unirii din Timișoara, de către: Nicu Covaci – chitară solo, voce, Florin Bordeianu – solist vocal, Claudiu Rotaru – chitară acompaniament, voce, Béla Kamocsa – chitară bas, voce, Dorel Vintilă Zaharia – baterie, Günther Reininger – orgă electrică. A apărut prima oară pe albumul Vremuri, anii 60... (1998). Autorul textului (probabil Bordeianu) nu este menționat pe coperta albumului de restituiri din 1998.

### Vino, Țepeș!
Compusă probabil în 2014 de Nicolae Covaci (muzică și text), fiind inclusă pe maxi-single-ul Asgard (2014), în formula: Nicu Covaci – chitară, voce, Costin Adam – solist vocal, Dan Albu – chitară, voce, Volker Vaessen – chitară bas, Dzidek Marcinkiewicz – claviaturi, voce, Ionuț Micu – baterie și, probabil, Sergiu Corbu Boldor – vioară, blockflöte, voce. În același an, apare pe maxi-single-ul Vino, Țepeș!, înregistrarea fiind făcută în componența: Nicu Covaci – chitară, voce, Costin Adam – solist vocal, Dan Albu – chitară, voce, Volker Vaessen – chitară bas, Dzidek Marcinkiewicz – claviaturi, Flavius Hosu – baterie și, posibil, Aurelian Dincă (Trooper) – chitară. Este reluată pe albumul omonim, lansat la finalul lui 2014. Piesa a beneficiat de un videoclip regizat de George Groșescu.

### Vișina
Piesă compusă în 1971, reprezintă o baladă folclorică ce aparținea albumului Cei ce ne-au dat nume, fiind însă interzisă de cenzură la apariția discului, în 1972. Un fragment din înregistrarea live a baladei (în 1971) a apărut în noiembrie 2007 pe compilația Cântece interzise/Cenzurat (Muzică de colecție, Vol. 26), editată de Jurnalul Național. Componența formației era: Nicu Covaci – chitară solo, Josef Kappl – chitară bas, vioară, Mircea Baniciu – solist vocal, tamburină, Cornel Liuba – baterie.

### Vremuri
Piesă compusă în jurul anului 1967 de Nicolae Covaci și Florin Bordeianu, textul aparținându-le lui Victor Șuvăgău și Florin Bordeianu. A apărut pe discul EP din 1968, fiind înregistrată în formula: Nicu Covaci – chitară solo, voce, Florin Bordeianu – solist vocal, Béla Kamocsa – chitară bas, voce, Claudiu Rotaru – chitară acompaniament, voce, Florin Dumitru – baterie. În același an a fost realizată și o filmare pentru această piesă, pe tramvai în Timișoara, de către TVR. Piesa a fost reluată pe discurile Remember Phoenix (1991), Evergreens (1995) și Vremuri, anii 60... (1998). Exceptând albumul de restituiri Vremuri, anii 60..., pe copertele tuturor celorlalte materiale discografice care conțin această piesă sunt creditați ca textieri Bordeianu și Covaci.

## W

### Wanting to Be Free...
Compusă în 1980–81 de Nicolae Covaci, având un text în limba engleză scris de Tom Buggie. Apărută prima oară cu titlul „Wanting” pe discul LP Transsylvania, editat în Germania în 1981. Formula de la înregistrări este: Nicu Covaci – solist vocal, chitară solo, Mani Neumann – vioară, voce, Tom Buggie – chitară bas, Ovidiu Lipan – baterie, percuție, Ivan Kopilović – voce. Această versiune a fost reluată pe albumul de restituiri The 80s (2019). O altă versiune a fost înregistrată în 1990 și a apărut pe discul Aniversare 35 (1997), formula fiind următoarea: Nicu Covaci – solist vocal, chitară solo, Josef Kappl – chitară bas, voce, Ovidiu Lipan – baterie, Mircea Baniciu – voce, Mani Neumann – vioară, voce.

### Wedding
Nume sub care a apărut varianta în limba engleză a piesei „Nunta” pe discul Transsylvania (editat în Germania în 1981), iar apoi pe albumul de restituiri The 80s (2019). Vezi: Nunta.

### Would You Follow Me...?
Piesa compusă în 1977 la Amsterdam de Nicolae Covaci, având un text în limba engleză scris de John Kirkbride. Apărută prima oară pe albumul Transsylvania (1981) și fiind înregistrată de: Nicu Covaci – solist vocal, chitare solo, Mani Neumann – vioară, voce, Tom Buggie – chitară bas, Ovidiu Lipan – baterie, percuție, Sabin Dumbrăveanu – violoncel, Ivan Kopilović – voce. Această versiune a fost reluată pe albumul de restituiri The 80s (2019). Înregistrată ulterior și pentru albumul SymPhoenix/Timișoara (1992), în formula: Nicu Covaci – solist vocal, chitară solo, Mani Neumann – vioară, Volker Vaessen – chitară bas, Ovidiu Lipan – baterie, Mircea Baniciu – voce, Ulli Brand – chitară acustică, corul „Song” și „Grupul de popi”. O altă versiune datează din 1990, în formula: Nicu Covaci – solist vocal, chitară solo, Josef Kappl – chitară bas, voce, Ovidiu Lipan – baterie, Mircea Baniciu – voce, Mani Neumann – vioară, voce, și a apărut sub numele „Would You Follow Me Some Day...?” într-un colaj împreună cu piesa „Tamara”, pe discul Aniversare 35 (1997).

## Z

### Zoomahia
Piesă compusă în 1975 de Nicolae Covaci, Günther Reininger și Josef Kappl. Textul aparține lui Șerban Foarță. A apărut pe albumul Cantofabule din 1975 (reeditat cu numele corect, Cantafabule – Bestiar, în 1996), fiind înregistrată de către: Nicu Covaci – chitară solo, voce, Josef Kappl – chitară bas, voce, Günther Reininger – sintetizator, orgă electronică, Ovidiu Lipan – baterie.
Drepturile de autor aparțin lui Josef Kappl, Șerban Foarță și Andrei Ujică conform UCMR-ADA

### Zori de zi
Piesă compusă de Nicolae Covaci în jurul anului 1980, inițial cu text în limba engleză și intitulându-se „Morning Light”. A fost înregistrată în aceeași perioadă în formula: Nicu Covaci – solist vocal, chitară, Mani Neumann/Ulli Heidelberg – vioară, voce, Tom Buggie – chitară bas, Ovidiu Lipan/Meinolf Bauschulte – baterie, Sabin Dumbrăveanu/Bubi Dobrozemsky – violoncel, Ivan Kopilović – voce. Această versiune a apărut abia în 2019, pe albumul de restituiri The 80s (unde nu este menționat autorul textului). Varianta românească, având versuri scrise de Dinu Olărașu, a apărut pe albumul Baba Novak (2005), într-o înregistrare în formula următoare: Nicu Covaci – chitară acustică, voce, Josef Kappl – chitară bas, voce, Mircea Baniciu – chitară acompaniament, solist vocal, Ovidiu Lipan – baterie, Mani Neumann – vioară, Cristi Gram – chitară solo, Ionuț Contraș – voce adițională. În perioada înregistrărilor (2004–05), piesa a avut titlul provizoriu „De dimineață”. Melodia a beneficiat și de un videoclip, realizat în 2005, în regia lui Tudor Grămescu.